# 위키백과 기념물

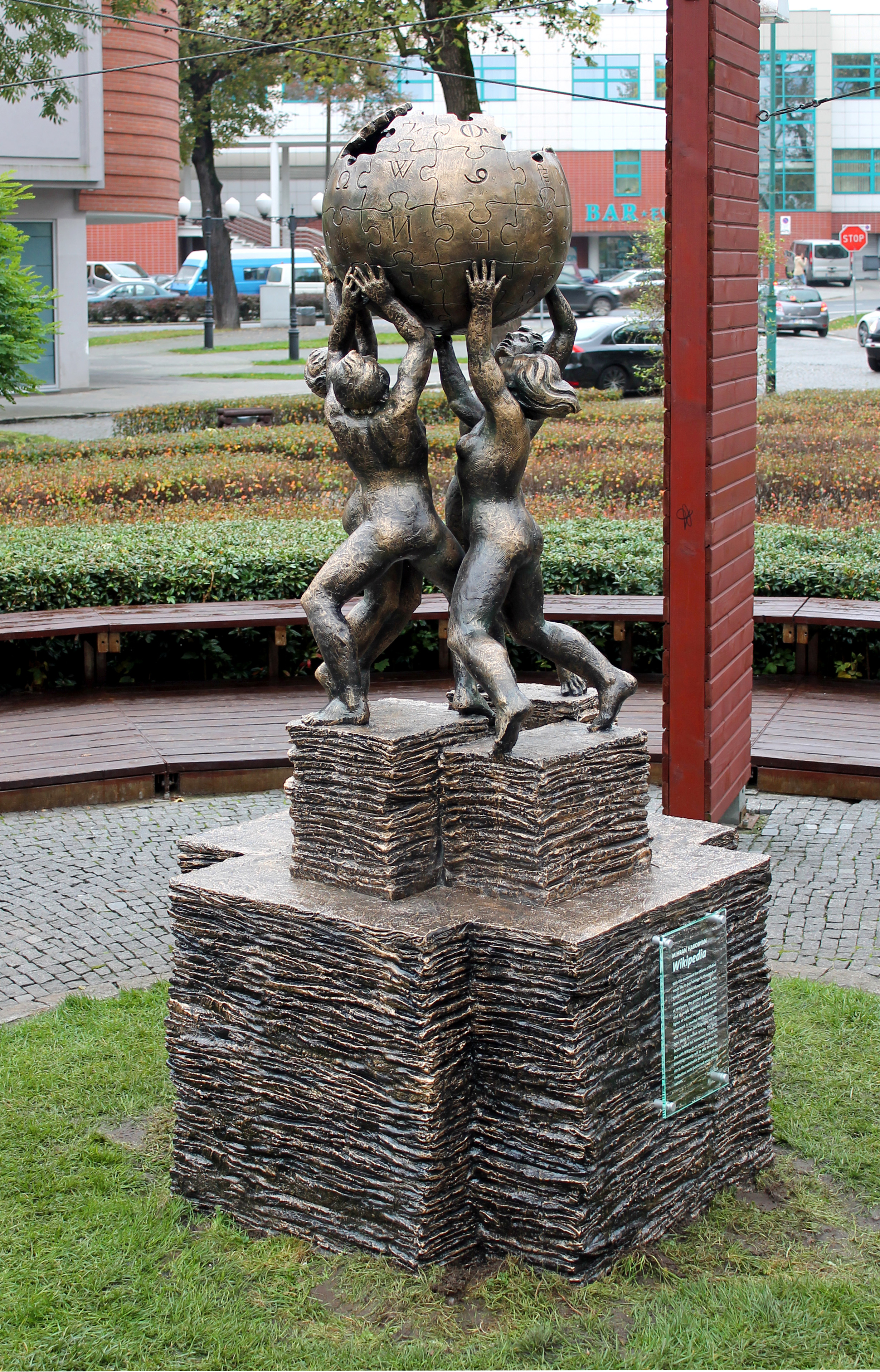
위키백과 기념물

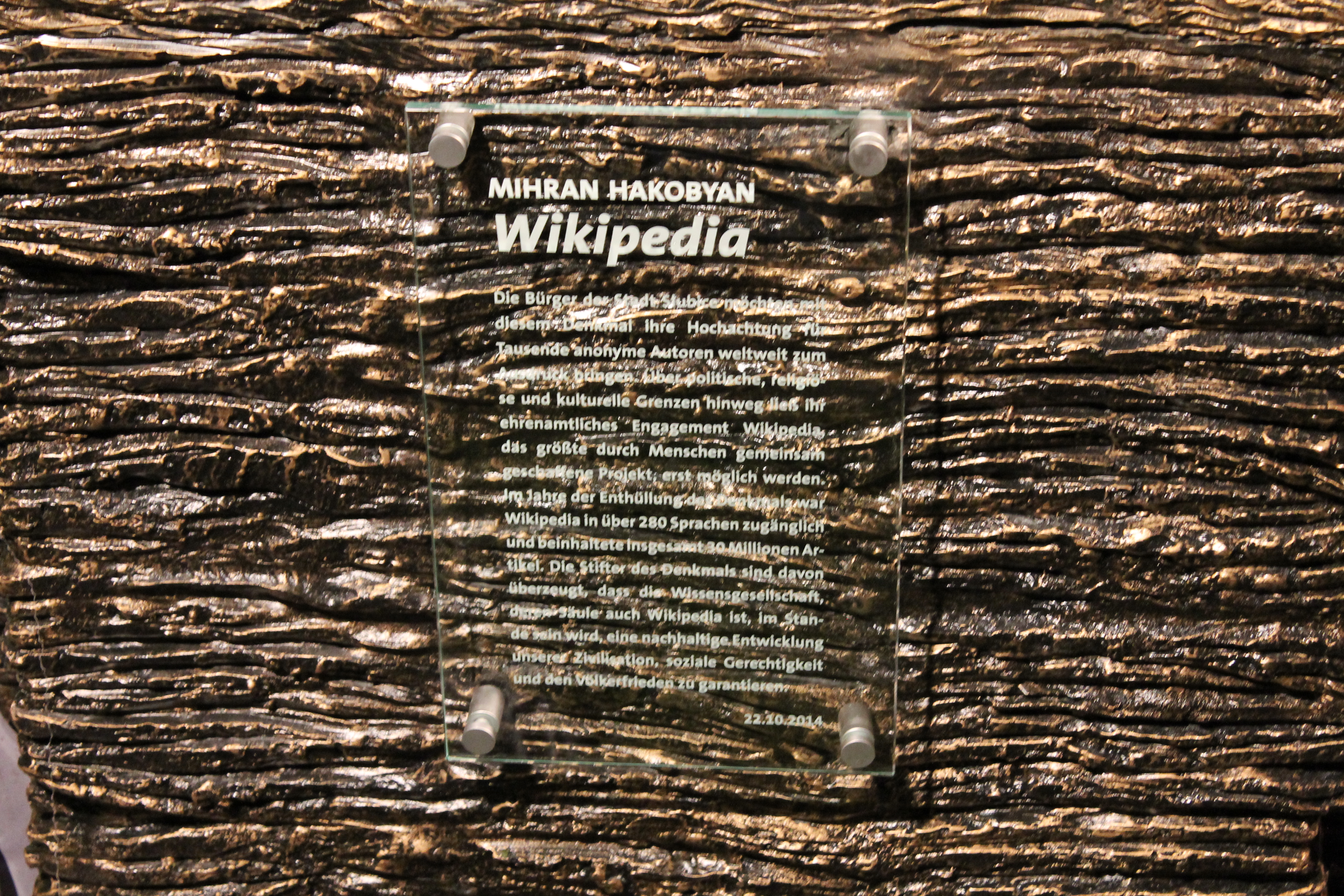

위키백과 기념물(폴란드어: Pomnik Wikipedii)은 위키백과의 게시물들을 기리기 위해 폴란드 스우비체에 설립된 상이다. 미흐란 하코비얀이 디자인하고 2014년 10월 22일에 공개되었다. 나체의 남성 2명과 여성 2명이 문서가 쌓인 십자 모양의 기둥에 올라 퍼즐로 이루어진 지구 모양의 위키백과 로고를 들어올리는 모양이다.